# Aphonopelma steindachneri
Aphonopelma steindachneri es una especie de araña migalomorfa del género Aphonopelma, familia Theraphosidae. Fue descrita científicamente por Ausserer en 1875.
Habita en los Estados Unidos (California) y México (Baja California).